# Julia proscriptorum
Julia proscriptorum va ser una antiga llei romana establerta per Juli Cèsar que derogava la llei Cornelia de proscriptiones et proscriptis, la qual inhabilitava per les magistratures públiques als fills dels proscrits. En virtut d'aquesta llei els fills dels proscrits eren novament admesos als càrrecs públics. Ciceró, que era cònsol, s'hi va oposar.